# Langsa

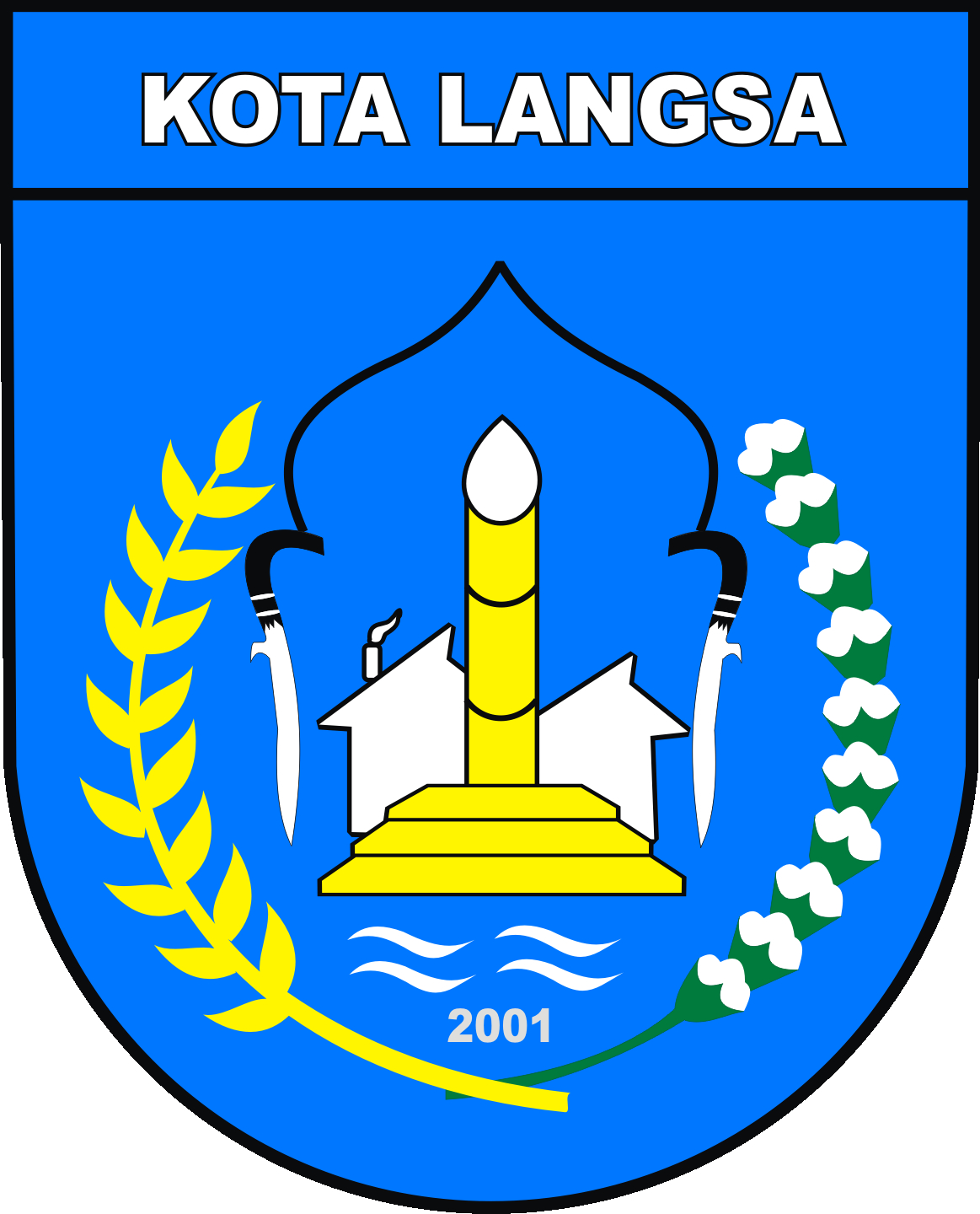

Langsa là một thành phố ở Aceh, Indonesia. Diện tích 262,41 km² và dân số 117.256 người.
- http://www.langsakota.go.id/ Lưu trữ ngày 16 tháng 10 năm 2016 tại Wayback Machine